# Secarodus
Secarodus (лат.) — род хрящевых рыб из семейства гибодонтид отряда гибодонтообразных из средней юры Англии.

## Описание
От Secarodus сохранились зубы, похожие по строению на зубы Durnonovariaodus maiseyi.